# Wunderbar (Lied)
Wunderbar ist ein Lied, das 1948 von Cole Porter für das Musical Kiss me, Kate geschrieben wurde.
In der Musicalverfilmung wurde das Lied von Howard Keel und Kathryn Grayson gesungen. Eine deutsche Übersetzung stammt von Günter Neumann.

## Inhalt des Lieds
In der Handlung des Musicals ist das Lied eine gemeinsame Erinnerung des singenden Paars an den Beginn ihrer Liebe bei einer Operettenvorstellung in Wien; daher der Beginn mit dem deutschen Wort wunderbar und der Wiener-Walzer-Takt. Es beschreibt eine Liebesnacht, die „wunderbar“ ist. Die Nacht, die beide Liebende gemeinsam genießen, ist sternenklar und keine Wolke ist zu sehen. Am Ende steht die Aussage, dass die Liebe der beiden Verliebten „wunderbar“ ist.

## Bekanntheit des Lieds in Europa
Ab 1949 war das Lied Wunderbar fester Programmbestandteil der Auftritte Zarah Leanders in Europa.
1949 war das Lied bei ihrem ersten Auftritt nach dem Krieg in ihrer Heimat Schweden die Abschlussnummer. 1951 veröffentlichte Zarah Leander ihre Interpretation des Liedes auf einem Album.